# Getty Images
Getty Images (произн. Гети имиджис) е американска фотоагенция, разположена в Сиатъл, щата Вашингтон, САЩ. Агенцията притежава едно от най-големите хранилища с изображения, илюстрации и филми. Изображенията се предоставят на клиентите на основата както на платено (Rights Managed), така и безплатно (Royalty Free) лицензиране. В началото на март 2014 г. Getty Images обявява, че предоставя по-голямата част от своите изображения за свободно ползване.
Агенцията е доставчик на стокови фотографии за бизнеса и за потребители с архив от 80 милиона неподвижни изображения и илюстрации и повече от 50 000 часа филми. Тя е насочена към три пазара – творчески професионалисти (реклама и графичен дизайн), медии (печатни и онлайн публикации) и корпоративен (дизайнерски отдели, маркетингови и комуникационни отдели).

## История
- 1995 – основаване на компанията от Марк Гети (ирландски бизнесмен, внук на милиардера Жан Пол Гети) и Джонатан Клайн (CEO на агенцията).
- 2004 – компанията купува сайта image.net за 20 млн. щ.д.
- 2006 – купува микростоковата фотобанка iStockphoto за 50 млн. щ.д.
- 2007 – компанията поглъща основния си конкурент MediaVast, което ѝ струва 207 млн. щ.д.
- 2009 – компания придобива Jupiterimages за 96 млн. щ.д.

От 2008 г. притежател на Getty Images е инвестиционният фонд Hellman & Friedman. През август 2012 г. контролният пакет акции на фотобанката е продаден на инвестиционния фонд Carlyle Group за $3,3 млрд.
През 2015 г. Джонатан Клайн става президент на компанията, а Дон Айри е нает за CEO на Getty Images.
През януари 2025 г. е обявено, че компанията ще се слее с Shutterstock.

## Дейност
По данни на 2003 г. Getty Images действа в 50 страни, годишният ѝ оборот е 462 млн. щ.д.

## Свободен достъп
През март 2014 г. компанията обявява, че предоставя 35 млн. свои изображения (от над 80 млн. общо) за свободен достъп, за нетърговско използване. Изображенията могат да се „свалят“ на същия принцип, както при YouTube и Flickr.